# رورویلر
ررویلر (به فرانسوی: Rohrwiller) یک کمون در فرانسه با جمعیت ۱٬۵۹۹ نفر است که در Canton of Bischwiller واقع شده‌است.